# Egyptian Hall

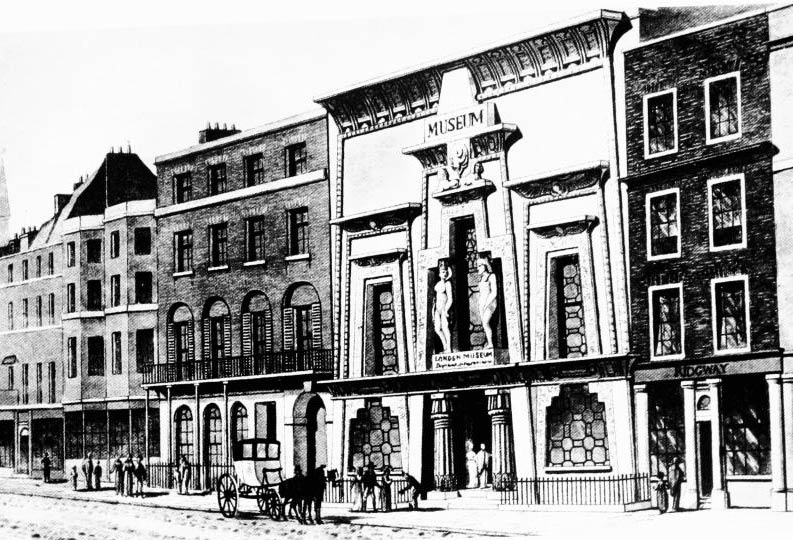
Egyptian Hall (1815)

Die Egyptian Hall (dt.: Ägyptisches Herrenhaus) in Piccadilly, London wurde 1812 von dem Antiquar William Bullock für £ 16.000,- als Museum erbaut um seine Sammlung aufzunehmen, der Architekt war John Buonarotti Papworth  (1775–1847).
1819 verkaufte er seine Sammlung und wandelte das Museum in eine Ausstellungshalle um. Im Mai 1821 eröffnete Giovanni Battista Belzoni hier seine Ausstellung zu Sethos I. 1825 wurde der Buchhändler George Lackington Eigentümer. Albert Richard Smith trat am 15. März 1852 in dieser Halle erstmals mit einer Show über seine Besteigung des Mont Blanc auf. Ab 1873 veranstalteten in der Halle Maskelyne & Cooke ihre Zauberaufführungen. Ab 1886 fand hier jährlich als Gegenveranstaltung zur Show der Royal Academy of Arts die Ausstellung des New English Art Clubs statt. 1905 wurde das Gebäude zugunsten eines Büroblocks abgerissen.

## Einzelbelege
1. ↑  Fergus Fleming: Killing Dragons:The Conquest of the Alps. Grove Press, New York 2000, Chapter XII, S. 157 (englisch).

Koordinaten: 51° 30′ 29″ N, 0° 8′ 21″ W